# Räderwerk

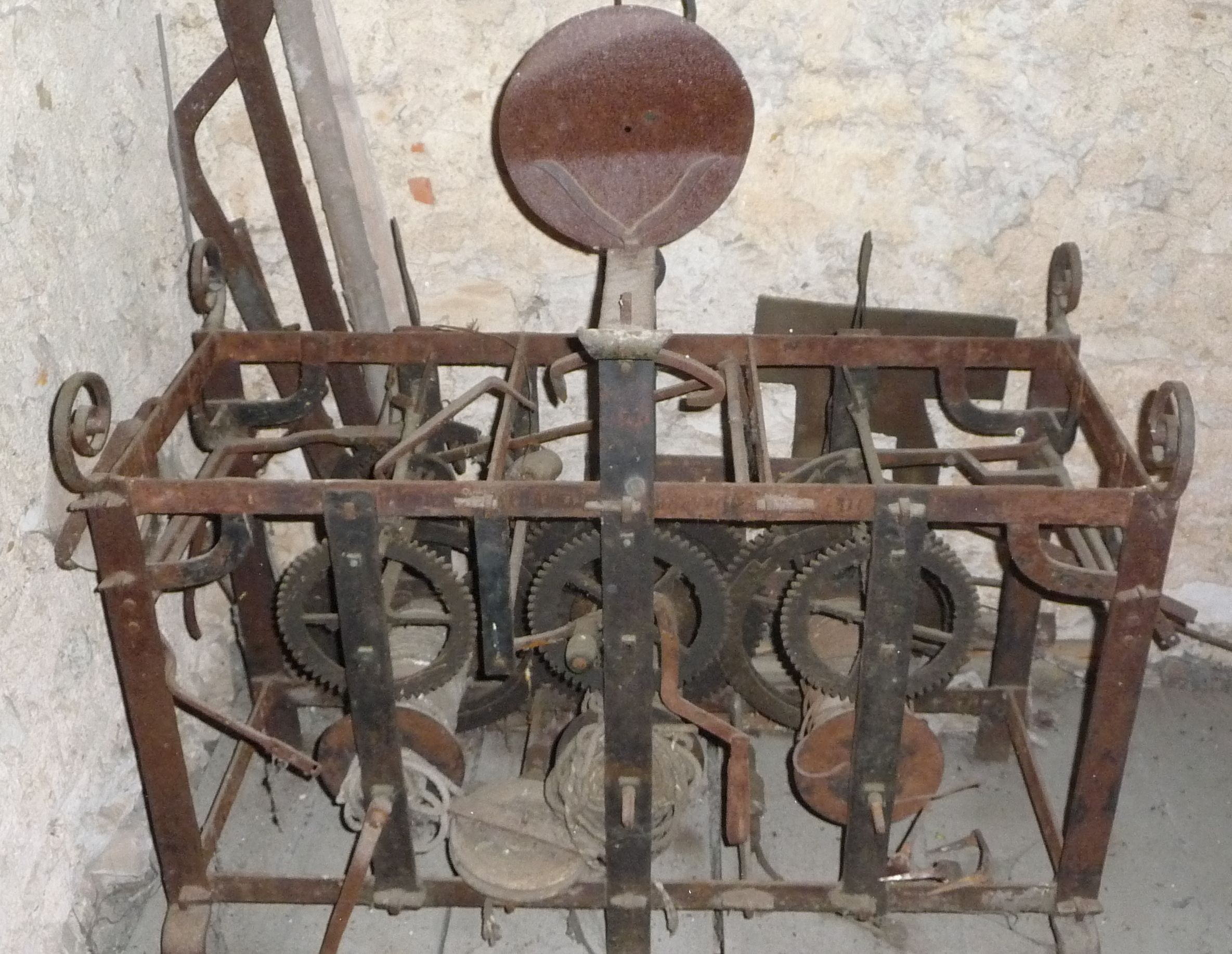
Drei Untergruppen von Räderwerken einer Turmuhr
Mitte: Gehwerk (Hemmungsrad fehlt)
Links: Stundenschlagwerk
Rechts: Viertelstundeschlagwerk

Mit dem Sammelbegriff Räderwerk werden  bei Uhren alle in einem mechanischen Uhrwerk enthaltenen Zahnrad-Getriebestufen zusammenfassend bezeichnet. Bei Taschen- und Armbanduhren ist gelegentlich mit Räderwerk das gesamte Uhrwerk gemeint, wobei es aber vorkommen kann, dass das auch Zahnrad-Getriebestufen  enthaltende Zeigerwerk als nicht zum Uhrwerk gehörig betrachtet wird. Im engeren Sinne ist das Räderwerk mit dem Gehwerk identisch. Eine weitere Räderwerk-Baugruppe ist das Schlagwerk.

## Beschreibung
Als Räderwerk versteht man bei Uhren im Allgemeinen eine Ansammlung von sogenannten größeren Zahnrädern und sogenannten kleineren Trieben zur Energieübertragung, die zwischen dem Antrieb und der gewünschten Funktion (Gangregler, Anzeige und Schlagwerk-Auslösung) liegen. 
Die meisten Räderwerke in einer Uhr haben eine Übersetzung ins „Schnelle“ (Drehzahl wird größer, Drehmoment kleiner). Ausnahmen bilden nur die Zeigerwerke und Kadraturen.
Die zwei wichtigsten Räderwerke eines Uhrwerks im Sinne von Baugruppen sind:
- Gehwerk
Siehe auch Hauptartikel Gehwerk.
Das Räderwerk des Gehwerks dient zur Kraftübertragung vom Antrieb an den Gangregler. Das Übersetzungsverhältnis R setzt sich  bei einer Armband- oder Taschenuhr multiplikativ aus den einzelnen Übersetzungen von Minutenrad zum Kleinbodenrad (R = 6), vom Kleinbodenrad zum Sekundenrad (R = 10) und schließlich zum Trieb des Hemmungsrads (R = 10 bei 10 Halbschwingungen / sek.) zusammen. Bei 10 Halbschwingungen pro Sekunde, entsprechend 36.000 Halbschwingungen pro Stunde, beträgt das gesamte Übersetzungsverhältnis 600.
- Schlagwerk
Siehe auch Hauptartikel Schlagwerk (Uhr).
Das Schlagwerk ist ein selbständiges Räderwerk, mit dessen Hilfe die Uhrzeit als Uhrschlag zusätzlich zur optischen Anzeige mitgeteilt wird. Die jeweilige Schlagwerkfunktion wird aber vom Gehwerk ausgelöst.